# Roberto Fernández
Roberto Eladio Fernández Roa (Asunción, 9 luglio 1954) è un ex calciatore paraguaiano, di ruolo portiere.

## Biografia
Nato a Asunción, è stato denominato Gato ("gatto") per la sua agilità. Suo figlio, Roberto Junior Fernández è anche egli calciatore, di ruolo portiere, soprannominato in suo onore Gatito ("Gattino").

## Carriera
Nella sua carriera giocò in Spagna con la maglia dell'Espanyol, dal 1976 al 1983, in Brasile, in Colombia e nel suo paese con il Cerro Porteño, con il quale vinse uno scudetto.
Con la nazionale paraguaiana vinse la Copa América 1979 e fu il primo portiere nella nazionale del 1986 che portò nuovamente il Paraguay ai mondiali dopo molti anni.